# اردوگاه کار اجباری برلین-مارتسان

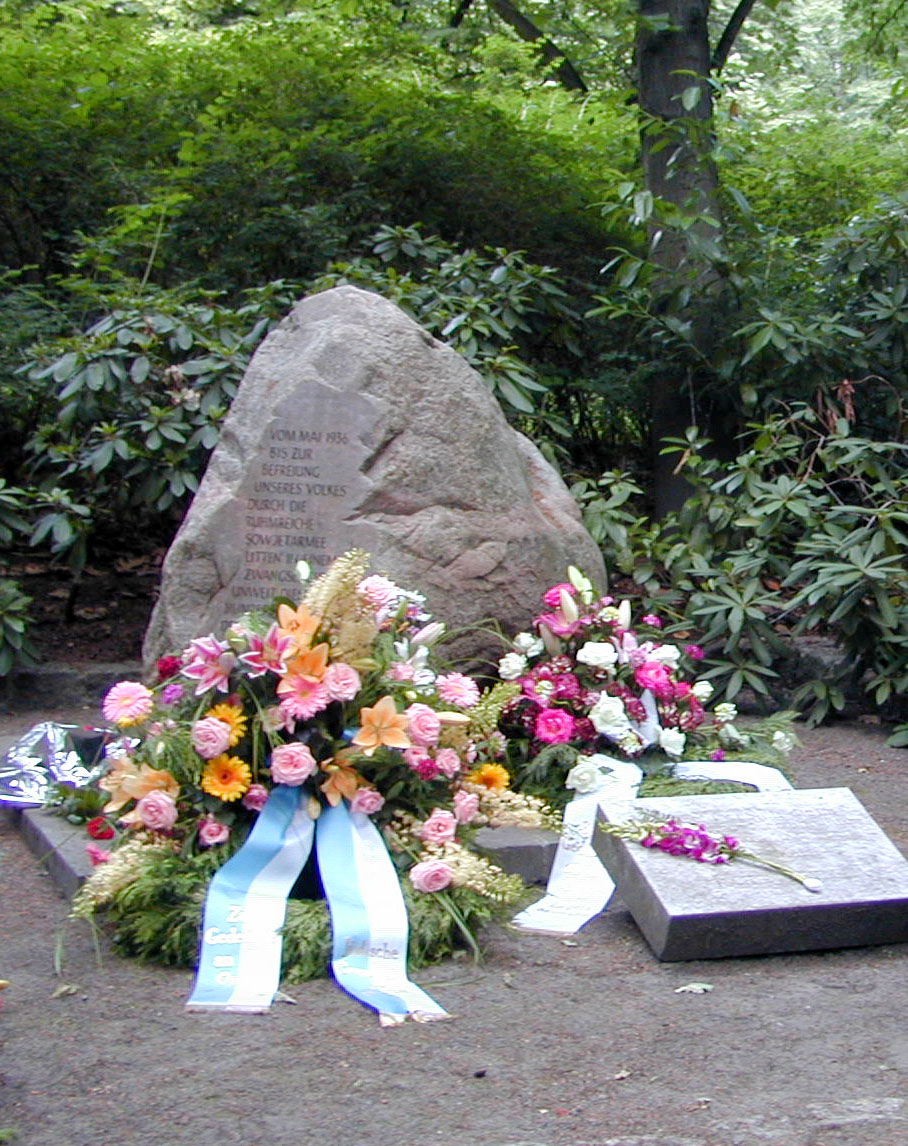
سنگ یادبود قربانیان اردوگاه در نزدیکی قبرستان

اردوگاه کار اجباری برلین-مارتسان (آلمانی: Zwangslager Berlin-Marzahn) از اردوگاه‌های کار اجباری نازی‌ها بود که در حومه شهر برلین در محله مارتسان و برای افراد کولی بنیان‌گذاری شده بود.
در ساعت ۴ صبح ۱۶ ژوئیه ۱۹۳۶ و کمی مانده به روز افتتاح بازی‌های المپیک تابستانی ۱۹۳۶، پلیس تمامی افراد کولی برلین را دستگیر کرد و آن‌ها را به جایی میان یک قبرستان و یک محل تخلیه فاضلاب در مارتسان فرستاد. بعدها اطراف اردوگاه سیم خاردار کشیده شد و زندانیان مجبور به کار در کارخانه‌های تسلیحاتی شدند.
در سال ۱۹۳۸ مردان داخل اردوگاه به اردوگاه کار اجباری زاخسنهاوزن فرستاده شدند و در سال ۱۹۴۳ زنان و کودکان اردوگاه به اردوگاه مرگ آشویتس فرستاده شدند.